# Championnats d'Europe pour catégories olympiques de taekwondo 2020
Navigation
Édition précédente
Les championnats d'Europe pour catégories olympiques de taekwondo 2020 ont eu lieu du 10 au 11 décembre 2020 à Sarajevo, en Bosnie-Herzégovine. Il s'agit de la quatrième édition des championnats d'Europe pour catégories olympiques de taekwondo.

## Podiums

### Hommes
Le palmarès masculin est le suivant :
| Catégorie              | Or                       | Argent                  | Bronze                   |
| ---------------------- | ------------------------ | ----------------------- | ------------------------ |
| Poids mouches (–58 kg) | Cyrian Ravet (FRA)       | Novak Stanic (SRB)      | Jack Woolley (IRL)       |
| Poids mouches (–58 kg) | Cyrian Ravet (FRA)       | Novak Stanic (SRB)      | Stepan Dimitrov (MDA)    |
| Poids plume (–68 kg)   | Bradly Sinden (GBR)      | Nimrod Krivishkiy (ISR) | Marcos Caballero (ESP)   |
| Poids plume (–68 kg)   | Bradly Sinden (GBR)      | Nimrod Krivishkiy (ISR) | Dylan Chellamootoo (FRA) |
| Poids welters (–80 kg) | Julio Ferreira (POR)     | Jon Cintado (ESP)       | Toni Kanaet (CRO)        |
| Poids welters (–80 kg) | Julio Ferreira (POR)     | Jon Cintado (ESP)       | Marko Golubic (CRO)      |
| Poids lourds (+87 kg)  | Mahdi Khodabakhshi (SRB) | Dejan Georgievski (MKD) | Daniel Ros (ESP)         |
| Poids lourds (+87 kg)  | Mahdi Khodabakhshi (SRB) | Dejan Georgievski (MKD) | Vladyslav Bondar (UKR)   |

### Femmes
| Catégorie              | Or                     | Argent                        | Bronze                      |
| ---------------------- | ---------------------- | ----------------------------- | --------------------------- |
| Poids mouches (–49 kg) | Avishag Semberg (ISR)  | Adriana Cerezo Iglesias (ESP) | Jordyn Smith (GBR)          |
| Poids mouches (–49 kg) | Avishag Semberg (ISR)  | Adriana Cerezo Iglesias (ESP) | Maddison Moore (GBR)        |
| Poids plumes (–57 kg)  | Jade Jones (GBR)       | Hatice Kübra İlgün (TUR)      | Patrycja Adamkiewicz (POL)  |
| Poids plumes (–57 kg)  | Jade Jones (GBR)       | Hatice Kübra İlgün (TUR)      | Marta Calvo Gómez (ESP)     |
| Poids welters (–67 kg) | Magda Wiet-Hénin (FRA) | Matea Jelić (CRO)             | Cecilia Castro Burgos (ESP) |
| Poids welters (–67 kg) | Magda Wiet-Hénin (FRA) | Matea Jelić (CRO)             | İkra Kayır (TUR)            |
| Poids lourds (+67 kg)  | Althéa Laurin (FRA)    | Nafia Kuş (TUR)               | Rebecca McGowan (GBR)       |
| Poids lourds (+67 kg)  | Althéa Laurin (FRA)    | Nafia Kuş (TUR)               | Marlene Jahl (AUT)          |

## Tableau des médailles
| Rang  | Nation            | Or | Argent | Bronze | Total |
| ----- | ----------------- | -- | ------ | ------ | ----- |
| 1     | France            | 3  | 0      | 1      | 4     |
| 2     | Royaume-Uni       | 2  | 0      | 3      | 5     |
| 3     | Israël            | 1  | 1      | 0      | 2     |
| 3     | Serbie            | 1  | 1      | 0      | 2     |
| 5     | Portugal          | 1  | 0      | 0      | 1     |
| 6     | Espagne           | 0  | 2      | 4      | 6     |
| 7     | Turquie           | 0  | 2      | 1      | 3     |
| 8     | Croatie           | 0  | 1      | 2      | 3     |
| 9     | Macédoine du Nord | 0  | 1      | 0      | 1     |
| 10    | Autriche          | 0  | 0      | 1      | 1     |
| 10    | Irlande           | 0  | 0      | 1      | 1     |
| 10    | Moldavie          | 0  | 0      | 1      | 1     |
| 10    | Pologne           | 0  | 0      | 1      | 1     |
| 10    | Ukraine           | 0  | 0      | 1      | 1     |
| Total | Total             | 8  | 8      | 16     | 32    |